# Megalomus hirtus
Megalomus hirtus is een insect uit de familie van de bruine gaasvliegen (Hemerobiidae). 
De wetenschappelijke naam is gepubliceerd in 1761 door Linnaeus.